# Ursus thibetanus thibetanus
Ursus thibetanus thibetanus es una subespecie de  mamíferos carnívoros  de la familia Ursidae.

## Distribución geográfica
Se encuentra en la China, el Himalaya e Indochina.